# 1 Wall Street Court
1 Wall Street Court (también conocido como Beaver Building y Cocoa Exchange) es un edificio residencial en el Distrito Financiero de Manhattan en Nueva York. El edificio de 15 pisos, diseñado por Clinton & Russell en estilo neorrenacentista, se completó en 1904 en la intersección de las calles Wall, Pearl y Beaver.
El edificio tiene una forma similar a una plancha debido a su posición en un ángulo agudo formado por la unión de las calles Pearl y Beaver. La articulación de 1 Wall Street Court consta de tres secciones horizontales similares a los componentes de una columna, a saber, una base, un eje y un capitel. La base se enfrenta a la piedra, el árbol contiene bandas alternas color ante y ladrillo de color canela, y la capital contiene multicolor de terracota ornamentación que representa formas geométricas. Hay castores tallados sobre la entrada principal que da a las calles Pearl y Beaver, lo que significa el nombre original del edificio. La superestructura es de estructura de acero.
El Beaver Building fue construido entre 1903 y 1904 como un desarrollo especulativo. El edificio sirvió como la sede de Munson Steamship Line desde 1904 hasta 1921, y la compañía fue propietaria de 1 Wall Street Court desde 1919 hasta 1937. El edificio fue embargado en 1937 y la propiedad pasó posteriormente a varias otras entidades, incluida la Bowery Savings Bank. El New York Cocoa Exchange fue otro gran inquilino, que ocupó el edificio entre 1931 y 1972. Los espacios comerciales en la planta baja, así como las oficinas interiores, se modificaron significativamente de su diseño original, con importantes renovaciones en 1937 y mediados de la década de 1980. 1 Wall Street Court se convirtió en un edificio de condominios residencial en 2006.
El edificio fue designado un hito de la ciudad por la Comisión de Preservación de Monumentos Históricos de la Ciudad de Nueva York en 1995 y se agregó al Registro Nacional de Lugares Históricos (NRHP) en 2005. También es una propiedad que contribuye al Distrito Histórico de Wall Street, un distrito de NRHP creado en 2007.

## Sitio
1 Wall Street Court se encuentra en el Distrito Financiero del Lower Manhattan. Ocupa la mayor parte de la manzana delimitada por Hanover Street al oeste, Pearl Street al sureste y Beaver Street al norte, con fachadas en las calles Pearl y Beaver. El edificio mira hacia el este, hacia la intersección de cinco puntas de las calles Pearl, Beaver y Wall. La propiedad mide 37 m en Beaver Street, 41 m en Pearl Street, 6 m en la intersección con Wall Street, y 27 m al oeste. La parcela cubre 864 m². Incluyendo un anexo de cuatro pisos en 80 Beaver Street, mide 43 m en Beaver Street y 48 m en Pearl Street.
El lote estrecho fue el resultado de la cuadrícula de calles del Distrito Financiero, como se describe en el Plan Castello, un mapa de calles para la colonia holandesa de Nueva Ámsterdam. El sitio fue históricamente parte de la propiedad del pirata William Kidd. Los edificios cercanos incluyen el edificio Wall y Hanover al norte y el 20 Exchange Place al noroeste.

## Diseño
1 Wall Street Court fue diseñado por Clinton y Russell en el estilo neorrenacentistal. Tiene 62 m altura con 15 pisos, así como un sótano parcialmente elevado. 1 Wall Street Court es uno de los pocos edificios en el Lower Manhattan que tienen la forma de una plancha, pero se pasó por alto en gran medida a favor de otros edificios como el Flatiron Building en la Calle 23.

### Fachada
La articulación de 1 Wall Street Court consta de tres secciones horizontales similares a los componentes de una columna, a saber, una base, un eje y un capitel. Las dos elevaciones principales de las calles Pearl y Beaver están unidas por una esquina redondeada en Wall Street. Las ventanas a cada lado están dispuestas en tramos, con seis en cada una de las calles Pearl y Beaver y tres en la esquina redondeada. Estos tramos generalmente tienen una ventana por piso en el primer y segundo piso, y dos ventanas por piso arriba; en dos de los tramos de las esquinas, hay una ventana por piso del primero al duodécimo piso, y dos ventanas por piso arriba. La fachada occidental, tratada como la parte trasera del edificio, es una pared de ladrillo simple con ventanas. Había una escalera de incendios en el lado de Pearl Street, que data de 1916, pero fue retirada a principios del siglo XXI.
La base de tres pisos está revestida con sillar de granito y piedra caliza de Indiana. En la esquina principal, frente a la intersección de las calles Beaver, Wall y Pearl, hay una escalinata redondeada que conduce al primer piso del edificio. Esta puerta está debajo de un entablamento con un letrero redondeado que dice "THE NEW YORK COCOA EXCHANGE inc. " Las entradas adicionales estaban en el extremo occidental del edificio, que originalmente conducían al vestíbulo del ascensor. La entrada en Pearl Street, que anteriormente estaba ubicada debajo de la línea elevada de la Tercera Avenida, tiene un diseño más simple y contiene puertas giratorias debajo de un dosel. La entrada en Beaver Street tiene un frontón con tallas de castores enmarcando un cartucho con las palabras "munson line building". Las otras ventanas del primer piso son generalmente ventanas de doble altura, lo que indica la presencia del entrepiso en el interior. Sobre el segundo piso hay cartuchos ornamentales sobre tallas de cabezas de castor. Hay paneles entre los grupos de ventanas en el tercer piso y una cornisa en el tercer piso.
El eje de nueve pisos se compone de bandas alternas de piel de ante y ladrillo de color canela. Las ventanas están rodeadas por baldosas de terracota verde vidriadas. El capitel de tres pisos está adornado con baldosas de terracota vidriadas multicolores en tonos verde, crema y rojizo. Las ventanas están separadas en pares rodeadas por contornos neoclásicos de dos pisos. La terracota fue originalmente pulida con chorro de arena para reducir el esmalte. La parte superior del edificio contiene una cornisa de terracota. La cornisa originalmente contenía una cresta de cobre, aunque se eliminó después de 1940. El techo tiene una superficie de grava y contiene un tragaluz y equipos de climatización.

### Características
1 Wall Street Court contiene una superestructura hecha completamente de acero. Los arcos y tabiques del suelo son de ladrillo ignífugo. En el diseño original, toda la carpintería estaba cubierta con materiales ignífugos; los pisos de los pasillos eran de mosaico y mármol, mientras que los pisos de las oficinas eran de cemento. 1 Wall Street Court contiene cuatro ascensores a lo largo de su lado occidental. Una escalera de incendios cerrada con peldaños de mármol se encuentra en la esquina noroeste del edificio. Tal como se construyó, 1 Wall Street Court también tenía dos 304 CV que proporcionaban vapor para tres generadores eléctricos que sumaban 374 CV.
La cantidad total de espacio interior es de aproximadamente 8361 m². El espacio del primer piso y el entrepiso estaba destinado a ser utilizado por bancos, mientras que el sótano estaba reservado para restaurantes. El sótano todavía sirve como su propósito original, pero el Servicio de Parques Nacionales no pudo determinar si un banco alguna vez usó el primer piso y el entrepiso. El primer piso mide aproximadamente 1 m sobre el nivel de la calle y contiene vestíbulos, locales comerciales y acceso a elevadores. El vestíbulo principal de Pearl Street y el vestíbulo de carga de Beaver Street están conectados por un pasillo con cuatro ascensores. Se accede al local comercial por la entrada de esquina, que contiene un vestíbulo de madera con puerta giratoria. El vestíbulo del ascensor contiene un techo abovedado, paredes con paneles de madera y espejos y puertas de ascensor de madera y metal. Al entrepiso, un espacio en forma de U arriba a 2⁄3 del primer piso, se accede por una escalera en el lado oeste.
El segundo piso se utilizó como espacio de oficinas durante sus primeros cien años. Un "piso típico" tendría un ascensor que aterrizaba en el oeste, un corredor que se extendía hacia el este y oficinas a ambos lados del corredor, así como en la esquina estrecha. Los pasillos estaban hechos originalmente de mosaico y mármol, mientras que los pisos de las oficinas eran de cemento, y había paneles de vidrio a lo largo de los pasillos antes de la renovación del edificio en 1937. En el diseño original, los baños se colocaron en el segundo, cuarto y décimo piso. Debido a la disposición interior y al pequeño tamaño del lote, todo el espacio interior estaba iluminado directamente por una ventana. La revista Architects 'and Builders' dijo al terminar el edificio que 1 Wall Street Court contenía posiblemente "un área de ventana más grande en relación con el espacio del piso que en cualquier otro edificio de oficinas en la ciudad". Otras renovaciones llevaron al reemplazo de pisos, paredes y puertas. En 2006, el espacio de oficinas se convirtió en 126 departamentos en condominio.

## Historia

### Construcción

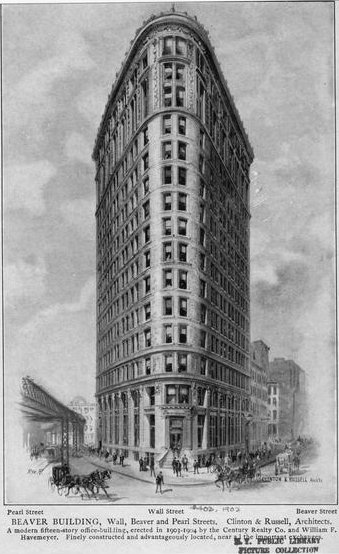
Grabado del Beaver Building publicado en 1905

A fines del siglo XIX, los constructores comenzaron a construir edificios de oficinas altos en la ciudad de Nueva York, especialmente en el Lower Manhattan, donde se vieron obligados a construir estructuras altas debido a la falta de terreno disponible. Uno de esos proyectos fue dirigido por Century Realty Company, que contrató a Clinton y Russell en 1903 para diseñar un desarrollo especulativo en un terreno estrecho en las calles Beaver y Pearl. Se contrató a Remington Construction Company como contratista del edificio, que estaba previsto que costara 600.000 dólares.
El trabajo comenzó en junio de 1903. La propiedad del Beaver Building se transfirió el mes siguiente a Beaver and Wall Street Corporation. Durante la construcción, algunos de los trabajadores se declararon en huelga, lo que llevó a Remington Construction Company a contratar estibadores para el proyecto. La construcción se completó en octubre de 1904. Los planos de planta originales indican que el primer piso tenía una partición entre los dos espacios comerciales al oeste y al este; solo el espacio occidental tenía un entrepiso.

### Uso de Munson Line
Munson Line, una empresa de barcos de vapor que operan desde los Estados Unidos hacia el Caribe y América del Sur, tomó oficinas en el Beaver Buildingde mayo de 1904. El edificio fue vendido a la familia Hoffman en 1905 por 1,25 millones de dólares en efectivo. The New York Times describió la transacción como "la primera compra en efectivo de un rascacielos en el centro de la ciudad informada en varios años".
Munson Steamship Line compró el Beaver Building en julio de 1919, cuando se estimó que el edificio valía 1,5 millones de dólares. El Beaver Building fue pensado como la sede de la línea Munson, por lo que pasó a llamarse Beaver Building-Munson. Poco después, la compañía anunció planes para el edificio Munson de 25 pisos en 67 Wall Street, al otro lado de Beaver Street desde el Beaver Building. Cuando se inauguró el Munson Building en 1921, reemplazó al Beaver Building como sede de Munson Line. Munson Line retuvo la propiedad del Beaver Building, que continuó ocupado por inquilinos involucrados principalmente en el envío, producción e importación y exportación. Sin embargo, en la década de 1930, estos inquilinos habían comenzado a mudarse a otros lugares, y la propia Línea Munson sufrió dificultades financieras durante las décadas de 1920 y 1930. En 1928 se colocó un primer préstamo hipotecario de 750,000 dólares en el Beaver Building

### Uso de Cocoa Exchange

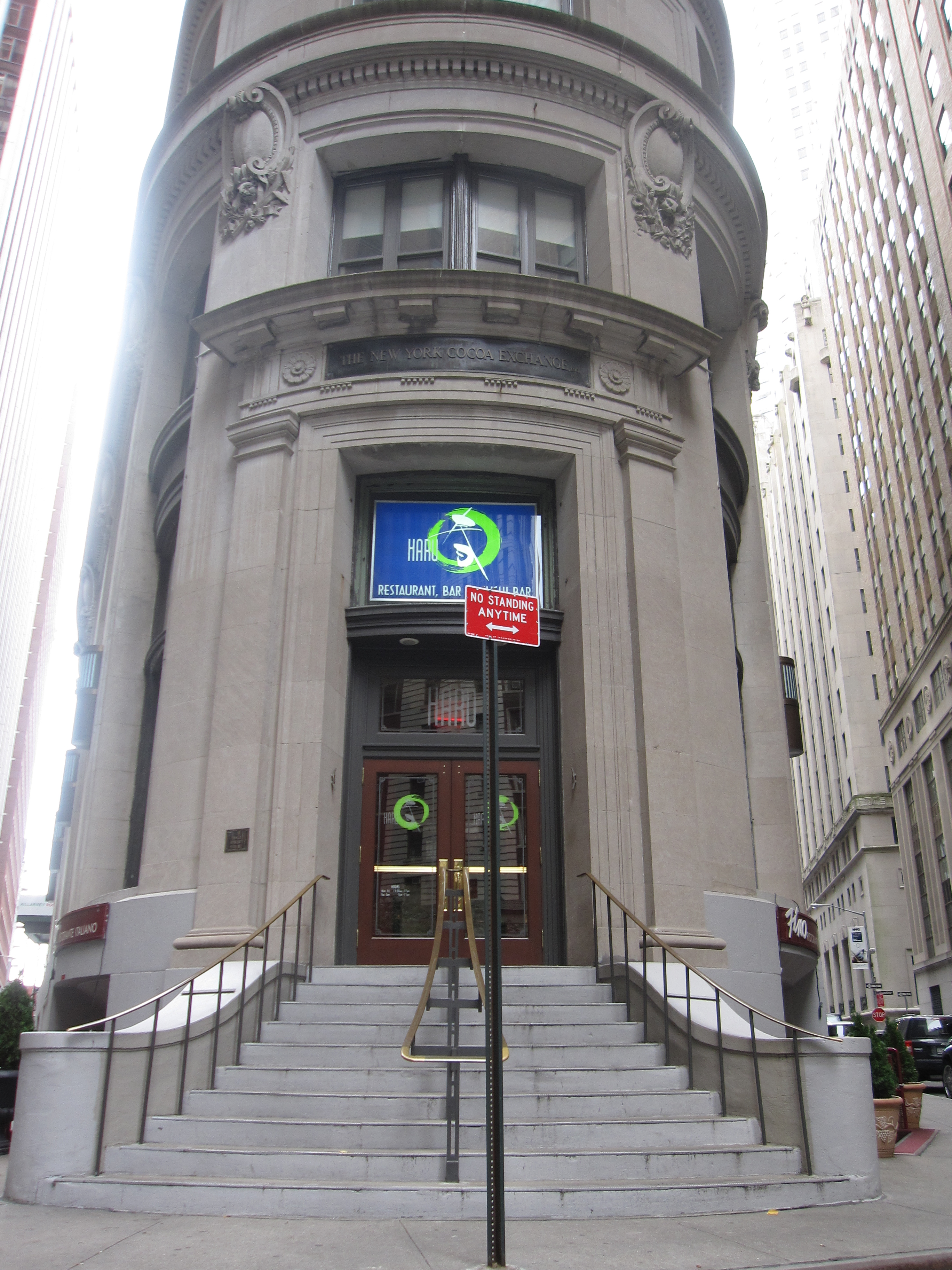
Entrada principal en la esquina de las calles Beaver y Pearl

En abril de 1931, el New York Cocoa Exchange —en el momento descrito por el Brooklyn Daily Eagle y The New York Times como el mercado de cacao más grande del mundo— se trasladó al Beaver-Munson Building desde su sede original en 124 Water Street. En 1937, Munson Building Corporation tenía una deuda de 831 690 dólares y el Beaver Building fue embargado. El Beaver Building y una extensión de cuatro pisos en 80 Beaver Street se subastaron en abril de 1937. La oferta ganadora fue del Bowery Savings Bank, que había ofertado 500 000 dólares.
El New York Cocoa Exchange alquiló más espacio en el Beaver Building en junio de 1937. Como parte de la extensión del arrendamiento, el Bowery Savings Bank contrató a FP Platt & Bros para expandir el entrepiso sobre el primer piso para el uso de Cocoa Exchange, aumentando el área del piso del intercambio de 214 m² a 520 m². En octubre de 1937, el banco anunció planes para renovar el edificio a un costo de entre doscientos y trescientos mil dólares. Se reemplazarían los sistemas eléctricos, de calefacción y de plomería del Beaver Building, y se limpiaría a fondo la fachada. Los interiores también recibirían modificaciones importantes, con nuevos ascensores automáticos y particiones interiores reorganizadas. La pared divisoria del primer piso se trasladó al oeste y se construyó una nueva escalera al entrepiso.
El Bowery Savings Bank vendió el Beaver Building y su anexo de cuatro pisos en 1944 al inversionista Jerome Greene; en ese momento, el anexo albergaba el Swan Club. El edificio se vendió nuevamente en 1951, esta vez a un sindicato de inversiones representado por el abogado David Rapoport. En ese momento, el Restaurante Buffet Exchange y el Cocoa Exchange eran arrendatarios del espacio. Los registros indican que el vestíbulo fue renovado nuevamente durante 1952, durante el cual se retiraron los paneles de mármol deteriorados. Las fuentes discrepan sobre el orden de las ventas posteriores. Según The New York Times, la propiedad luego se vendió a Klausner Associates, y luego al inversionista Arthur H. Bienenstock en 1959, y este último planeaba renovar los ascensores y limpiar el exterior. Sin embargo, la Comisión de Preservación de Monumentos Históricos de la Ciudad de Nueva York afirma que 82 Beaver Company fue propietaria del edificio Cocoa Exchange entre 1951 y 1981. El Cocoa Exchange se trasladó a 127 John Street en 1972.

### Uso posterior
En enero de 1985, los desarrolladores británicos London & Leeds adquirieron el Beaver Building, momento en el que aproximadamente el 70 por ciento del espacio estaba vacío. Después de comprar el edificio, London & Leeds lo renombró como One Wall Street Court y renovó el interior, renovando el vestíbulo, los ascensores y los sistemas eléctricos y HVAC. En el interior, se eliminó la pared divisoria del primer piso y se reemplazó nuevamente la escalera del entrepiso. Además, se realizaron diversas mejoras en el exterior; Se instalaron nuevas ventanas y persianas, se pintó la mampostería de la base y se arreglaron las luces metálicas. Las ventanas del sótano estaban cubiertas. El edificio fue comprado en 1994 por Cocoa Partners, una sociedad limitada con sede en Cohasset.
Algún tiempo después de la mudanza de Cocoa Exchange, el espacio comercial fue ocupado hasta 2002 por una gran tienda llamada J&R Discount Cigars. A mediados de 2004, 1 Wall Street Court se estaba convirtiendo en un edificio residencial. La conversión se completó alrededor de 2006 y el edificio se convirtió en un desarrollo de condominios residenciales con 126 unidades. También se abrió un restaurante de sushi en la base del edificio. El edificio se utilizó como escenario para las tomas exteriores del Hotel Continental en la película de 2014 John Wick.

## Recepción de la crítica
1 Wall Street Court fue uno de los primeros rascacielos de la ciudad de Nueva York en utilizar terracota vidriada multicolor. Antes de la década de 1920, muchos edificios de la ciudad no usaban ese material, con algunas excepciones, como la Iglesia Presbiteriana de Madison Square y el Edificio Broadway-Chambers. El escritor Herbert Croly, en un artículo de Architectural Record, fue uno de los proponentes de tal decoración. Sin embargo, criticó su uso en 1 Wall Street Court, diciendo que las baldosas no "armonizan entre sí, ni constituyen un esquema agradable de decoración para los pisos superiores de un edificio alto". La revista Architects 'and Builders' Magazine, por el contrario, afirmó que los paneles de terracota servían "para reforzar la silueta del edificio y convertirlo en un elemento destacado en su entorno".
La Comisión de Preservación de Monumentos Históricos de la Ciudad de Nueva York convirtió a 1 Wall Street Court en un lugar emblemático oficial de la ciudad el 13 de febrero de 1996. El edificio fue agregado al Registro Nacional de Lugares Históricos el 6 de julio de 2005. En 2007, el edificio fue designado como propiedad contribuyente al Distrito Histórico de Wall Street, un distrito NRHP.